# (36648) 2000 QM195
2000 QM195 (asteroide 36648) é um asteroide da cintura principal. Possui uma excentricidade de 0.11267390 e uma inclinação de 6.69295º.
Este asteroide foi descoberto no dia 26 de agosto de 2000 por LINEAR em Socorro.